# Patrick Shanahan
Patrick M. Shanahan là một doanh nhân và quan chức chính phủ người Mỹ. Ông là cựu Thứ trưởng Bộ Quốc phòng Hoa Kỳ và kiêm cựu Quyền Bộ trưởng Bộ Quốc phòng Hoa Kỳ cho chính quyền Tổng thống Donald Trump từ ngày 1 tháng 1 năm 2019 đến khi Mark Esper thay thế ông ngày 24 tháng 5 cùng năm.

## Giáo dục
Shanahan là người gốc tiểu bang Washington, ông đã theo học tại Đại học Washington, nơi ông nhận được bằng Cử nhân Khoa học (B.S.) về kỹ thuật cơ khí. Ông cũng có bằng Thạc sĩ Khoa học (M.S.) về kỹ thuật cơ khí của Viện Công nghệ Massachusetts và bằng Thạc sĩ Quản trị Kinh doanh (MBA) từ Trường Quản lý MIT Sloan.

## Sự nghiệp
Shanahan gia nhập Boeing năm 1986, tham gia vào các dịch vụ máy tính và chương trình Boeing 777. Trong suốt sự nghiệp của mình, ông giữ vai trò quản lý liên quan đến hệ thống phòng thủ tên lửa Boeing, cũng như các chương trình hãng hàng không thương mại 737, 747, 767, 777 và 787. Ông cũng đóng một vai trò quan trọng dẫn đầu sự phục hồi chương trình 787 của Boeing, và được biết đến ở đó với tên "Mr. Fix-it" từ đầu năm 2008.
Shanahan phục vụ Boeing Commercial Airplanes với tư cách là Phó Chủ tịch và Tổng giám đốc chương trình Boeing 757, với trách nhiệm về thiết kế, sản xuất và lợi nhuận của dòng máy bay 757. Ông cũng giữ các vị trí lãnh đạo trên những chương trình Boeing 767 và Boeing 777 và trong bộ phận chế tạo.
Shanahan sau đó làm Phó Chủ tịch và Tổng giám đốc Hệ thống Rotorcraft Boeing ở Philadelphia. Ông chịu trách nhiệm cho tất cả các chương trình hàng không và hoạt động vị trí của Quân đội Hoa Kỳ tại Philadelphia và Mesa, Arizona. Các chương trình tại những cơ sở này bao gồm V-22 Osprey, CH-47 Chinook và AH-64D Apache.
Shanahan giữ chức vụ Phó Chủ tịch và Tổng giám đốc Hệ thống phòng thủ tên lửa Boeing, bắt đầu vào tháng 12 năm 2004, giám sát hệ thống tên lửa đánh chặn trên mặt đất, các chương trình Airborne Laser và Advanced Tactical Laser. Ông làm Phó Chủ tịch và Tổng giám đốc chương trình Boeing 787 Dreamliner, nơi ông lãnh đạo chương trình trong một giai đoạn quan trọng của sự phát triển máy bay từ năm 2007 đến 2008. Ông tiếp tục giữ chức vụ Phó Chủ tịch cấp cao chương trình máy bay tại Boeing Commercial Airplanes, bắt đầu vào tháng 12 năm 2008.
Tháng 4 năm 2016, ông trở thành Phó Chủ tịch cấp cao, Chuỗi cung ứng & hoạt động Boeing. Những trách nhiệm của ông ở vị trí này bao gồm các hoạt động sản xuất và chức năng quản lý nhà cung cấp, đặc biệt là thực hiện các công nghệ sản xuất tiên tiến và các chiến lược chuỗi cung ứng toàn cầu.
Shanahan là thành viên của Hội đồng điều hành Boeing.

## Thứ trưởng Bộ Quốc phòng
Ngày 16 tháng 3 năm 2017, Tổng thống Trump tuyên bố ý định đề cử Shanahan làm Thứ trưởng Bộ Quốc phòng Hoa Kỳ, vị trí dân sự cao thứ hai của Lầu Năm Góc.
Đại tá Hải quân Jeff Davis, một người phát ngôn của Lầu Năm Góc, phát biểu rằng Bob Work, Thứ trưởng Bộ Quốc phòng hiện tại được bổ nhiệm bởi Tổng thống Obama, sẽ vẫn ở vị trí này cho đến khi Shanahan được phê chuẩn. Shanahan được phê chuẩn bởi Thượng viện Hoa Kỳ với một cuộc bỏ phiếu 92-7 vào ngày 18 tháng 7 năm 2017 và trở thành Thứ trưởng Bộ Quốc phòng thứ 33 của Hoa Kỳ ngày 19 tháng 7 năm 2017. Cấp trên trực tiếp của ông là Bộ trưởng Bộ Quốc phòng - James Mattis.